# オアハカ州

オアハカ州
Estado Libre y Soberano de Oaxaca

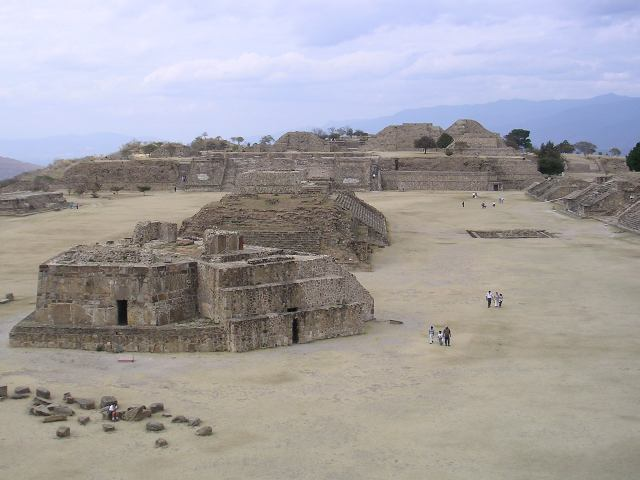
モンテ・アルバン遺跡の「中央広場」。手前に見えるのは、天文台に使用された建造物J。

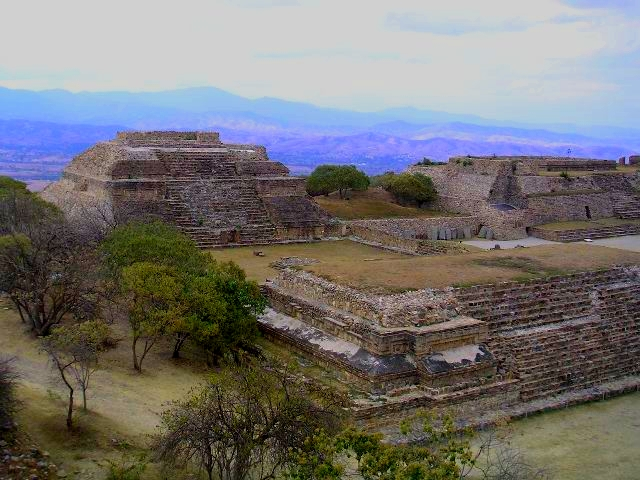
モンテ・アルバン遺跡、「中央広場」南東方向から見た神殿system M。

オアハカ州（オアハカしゅう、スペイン語: Estado de Oaxaca、発音 [waˈxaka] ( 音声ファイル)）は、メキシコ合衆国の州のひとつ。州都はオアハカ。オアハカ州は、 93,952 km2 でメキシコで5番目に大きな面積を持つ州である。2010年国勢調査で州の人口は3,801,871人。

## 地理
テワンテペク地峡の南西に位置し、太平洋岸に面した山がちな州である。西側にゲレーロ州、北西にプエブラ州、東にチアパス州、北にベラクルス州と境界を接する。
西部の一部地域は「ミシュテカ・アルタユネスコ世界ジオパーク」に指定される。

## 歴史
オアハカは、歴史的にサポテカ文化やミシュテカ文化の繁栄した土地であった。
アステカ人が1436年に侵入するまでは、この地方で最も強力かつ影響力があったのは、サポテカ族とミシュテカ族とミヘー族であった。オアハカには、モンテ・アルバンやミトラなどの重要な祭祀センターが築かれた。900年ごろモンテ・アルバンは衰退し、1300年頃になるとミシュテカ人の小王国がオアハカに分立するようになる。
サポテカ族やミシュテカ族の影響力は、アステカ人がオアハカに植民し、彼らの神殿を現在のセロ＝デル＝フォルティンのカルメン＝アルト教会の位置に築いてその周囲に住み着くと変化が起こってくる。オアハカの名称の由来は、ナワトル語のワーシャカクHuaxyacacであり、これは、「赤い鞘をつける木（西guaje、学名Laucaena leucocephala）のある場所」という意味であり、このアカシアの一種である木がオアハカの盆地周囲にたくさん生えていることから名付けられた。
スペイン人がその後1世紀足らずでオアハカに来るとHuaxyacacは、Oaxacaと呼ばれるようになり、これが州都の名前と州の名前になった。1521年にセグラ＝デ＝ラ＝フロンテラ (Segura de la Frontera) 後にヌエバ＝アンテケラ (Nueva Antequera) としてスペインの植民地となったが、カルロス1世の勅令によって、アンテケラ＝デ＝グアハカ (Antequera de Guaxaca) と改名されてスペイン王直轄の都市となった。

### 21世紀
- 2022年5月30日 - ハリケーン、アガサがメキシコに上陸。州内は集中豪雨に見舞われ洪水や土砂災害が多数発生。10人が死亡、約20人が行方不明[3]。

## 主要都市
- オアハカ - 州都
- サリナ・クルス
- プエルト・エスコンディード

## 産業
オアハカには多くの民芸品があるが、色鮮やかな織物や黒粘土で製作された小物などが知られる。

## 住民

### 著名な住民
また、メキシコで最も有名な指導者、ベニート・フアレスは、この州のサン・パブロ・ゲラタオ村の出身である。